# Sơn linh đốm
Sonerila maculata là một loài thực vật có hoa trong họ Mua. Loài này được Roxb. miêu tả khoa học đầu tiên năm 1820.